# عمر مولود عبد الحميد
عمر مولود عبد الحميد (1938، الزاوية) رئيس رابطة علماء ليبيا، متحصل على دكتوراه في كلية الشريعة والقانون بجامعة الأزهر، وقد تولّى رئاسة اللجنة الاستشارية العلمية (لجنة الإفتاء) من عام 2005 حتى قيام ثورة 17 فبراير عام 2011.

## سيرته المهنية
- شغل منصب عميد كلية القانون بالجامعة الليبية ما بين عامي 1972 - 1976.
- ترأس قسم اللغة العربية بجامعة الزاوية ما بين عامي 1992 - 1997.
- أشرف على أكثر من 100 رسالة ماجستير ودكتوراه، وحاضر طلبة الليسانس والدراسات العليا في جامعتي الزاوية وطرابلس.
- المشاركة في العديد من المؤتمرات والملتقيات العلمية الدولية.

## مشايخه
```
الشيخ الهادي بن سعود المسلاتي والشيخ علي بن حسن المسلاتي والشيخ علي الغرياني والشيخ عمر الجنزوري والشيخ سالم بوكر والشيخ خليل المزوغي والشيخ أبوبكر بلطيف والشيخ علي النجار والشيخ المهدي أبوشعالة والشيخ محمد المصراتي وعلي حيدر الساعاتي و الطاهر الشكشوكي وحسين طروشة ونور الدين الشلي ومحمد عياد والشيخ الطيب المصراتي والشيخ سليمان الزوبي والشيخ عبد الرحمن القلهود.
```

## مؤلفاته
- حجيـة القياس.
- الوسيط في أصول الفقه.
- مبادئ الثقافة الإسـلامية
- المدخـل للفقه الإسلامـي.
- الخلاصـة الوفية في الميراث والوصية.
- سهام الليل.